# 갈레아초 1세 비스콘티
갈레아초 1세 비스콘티(Galeazzo I Visconti, 1277년 1월 21일 – 1328년 8월 6일)는 1322년부터 1327년까지의 밀라노 군주이다.

## 생애
그는 마테오 1세 비스콘티와 보나코사 보리의 아들로 태어났다. 1300년 6월 24일에 그는 오비초 2세 데스테의 딸 베아트리체 데스테와 혼인했다. 다음 해 그는 밀라노에서 추방당하여 몇년 간을 에스테와 보나콜시 가문의 궁전에서 거주했다.
1322년에 그는 밀라노의 카피타노 델포로(capitano del popolo)가 되었지만, 그의 친척 로드리시오 비스콘티가 일으킨 반란 때문에 곧 다시 추방당하였다. 루트비히 4세 황제의 지원으로, 바프리오에서 그는 교황이 보낸 군대를 격퇴시켰다. 그의 형제 마르코에게 배신 행위를 벌이고 형제인 스테파노 비스콘티에게 암살시킨 후인 1328년에 황제는 그를 몬차에 수감시켰다. 갈레아초는 1328년 3월에 자유가 되었고 그 당시 이탈리아 기벨린 지도자인 카스트루초 카스트라카니에게서 피신처를 받았다. 하지만 그는 몇 달 후 페시아에서 사망하고 말았다.
그의 아들 아초네가 밀라노에서 그의 자리를 계승했다. 딸인 리차르다(Ricciarda)는 톰마소 2세 디 살루초와 혼인했다.